# Rosée des Pyrénées catalanes
Pour les articles homonymes, voir Pyrénées catalanes.
La rosée des Pyrénées catalanes est une indication géographique protégée de veau produit dans les Pyrénées catalanes, en France et en Espagne.

## Historique
Depuis 1991, les veaux des Pyrénées s'étaient fait connaître par les professionnels des Pyrénées-Orientales et de l'Aude sous le nom de Rosée des Pyrénées. Tandis qu'en Catalogne, ils étaient dénommés vedell des Pyrénées catalanes. Un décret européen daté de 2016, a protégé cette production créant la première IGP, indication géographique protégée, transfrontalière en Europe.
Ce décret a été publié, à Bruxelles le 6 avril 2016 et est paru au Journal officiel de l'union européenne.

## Cahier des charges

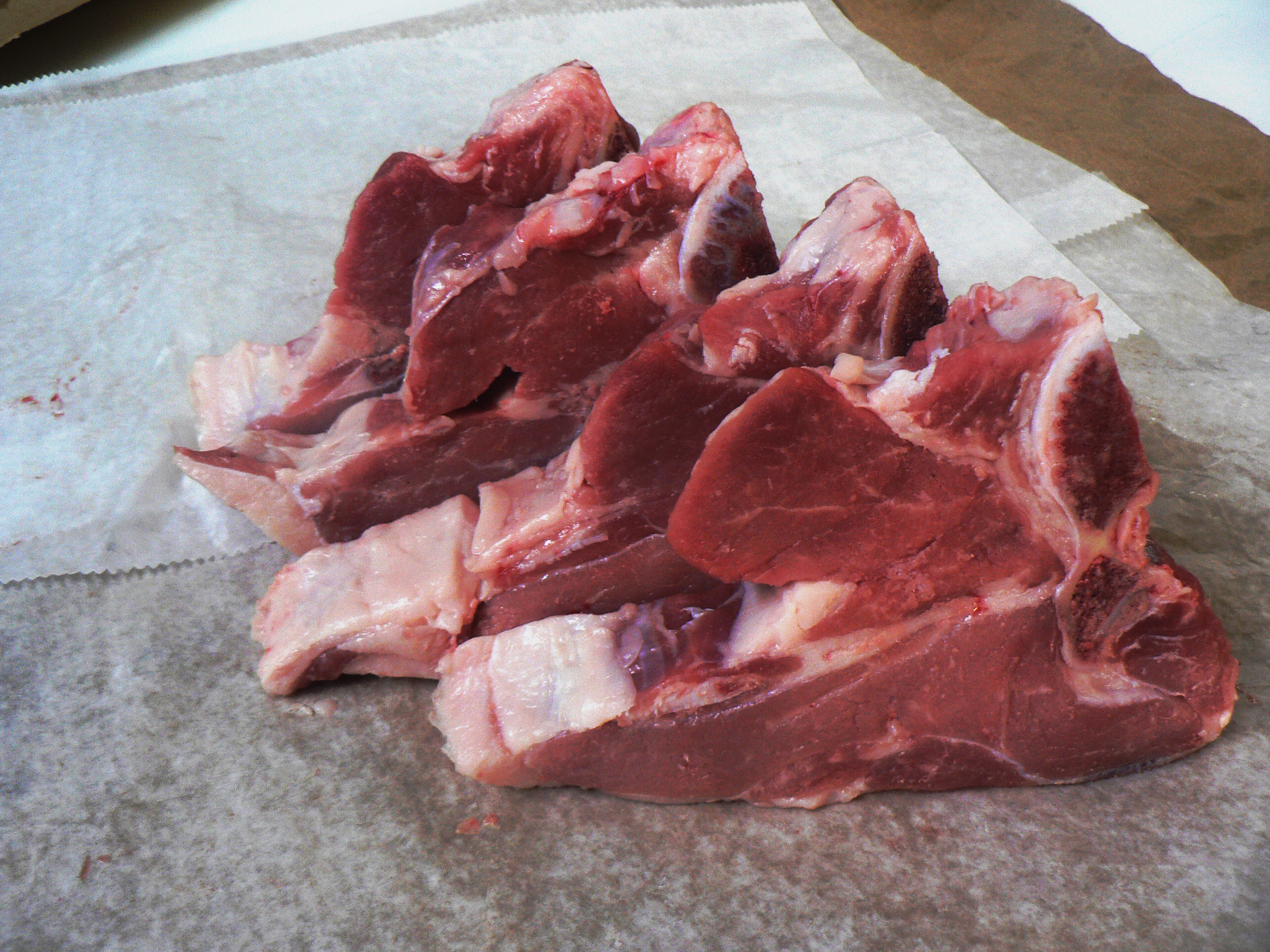
Une viande de qualité

Les éleveurs de ces veaux s'engagent à suivre un cahier des charges qui exige que ceux-ci soient issus « d'une mère Gasconne, Aubrac ou Brune des Alpes et d'un géniteur issu d'une race pure à viande ». De plus pour pouvoir accéder à l'IGP, « le veau doit naître dans la zone géographique des Pyrénées catalanes, être élevé uniquement au lait et avoir fait un passage en estive. Il est à maturité entre 5 et 8 mois ».

## Zone l'élevage
Les Pyrénées catalanes constituent une partie des Pyrénées-Orientales. Elles commencent par le Conflent, qui correspond à la moyenne montagne. Suit le Canigou, une montagne massive qui jouxte les Aspres, collines arides et le Vallespir, où règne la forêt. La partie sud du département est composée des Pyrénées, où les Albères, descendent vers la côte. La haute montagne avec le plateau Cerdan, constitue la Cerdagne, dont la ville principale est Puigcerda, en Espagne

## Production
Elle doit être assurée par des vaches de race gasconne, d'Aubrac ou Brune des Alpes. Les reproducteurs mâles sont issus de toutes races à viande (races pures Aubrac, Gascon ou charolais, limousin..).
La transhumance des mères avec leurs veaux en période estivale (de fin mai à novembre généralement) est l'une des caractéristiques les plus importantes de cette production. Les estives du département se trouvent au Val de l’Orri (Prats Balaguer, commune de Fontpédrouse), à l'Estany del Clot (Nohèdes) et à la Close (Mosset).

## Caractéristiques du produit
Les caractéristiques nutritives de la viande des rosées sont liées aux conditions de leur élevage. Leur viande de « couleur rosée, tendre et savoureuse, parfumée » est particulièrement riche en Oméga 3 et en fer car le veau élevé en liberté peut pâturer.

## Gastronomie
« Goûteuse et typée, cette viande à la saveur unique, doit être cuite « rosée » à cœur pour en apprécier tous les parfums ».

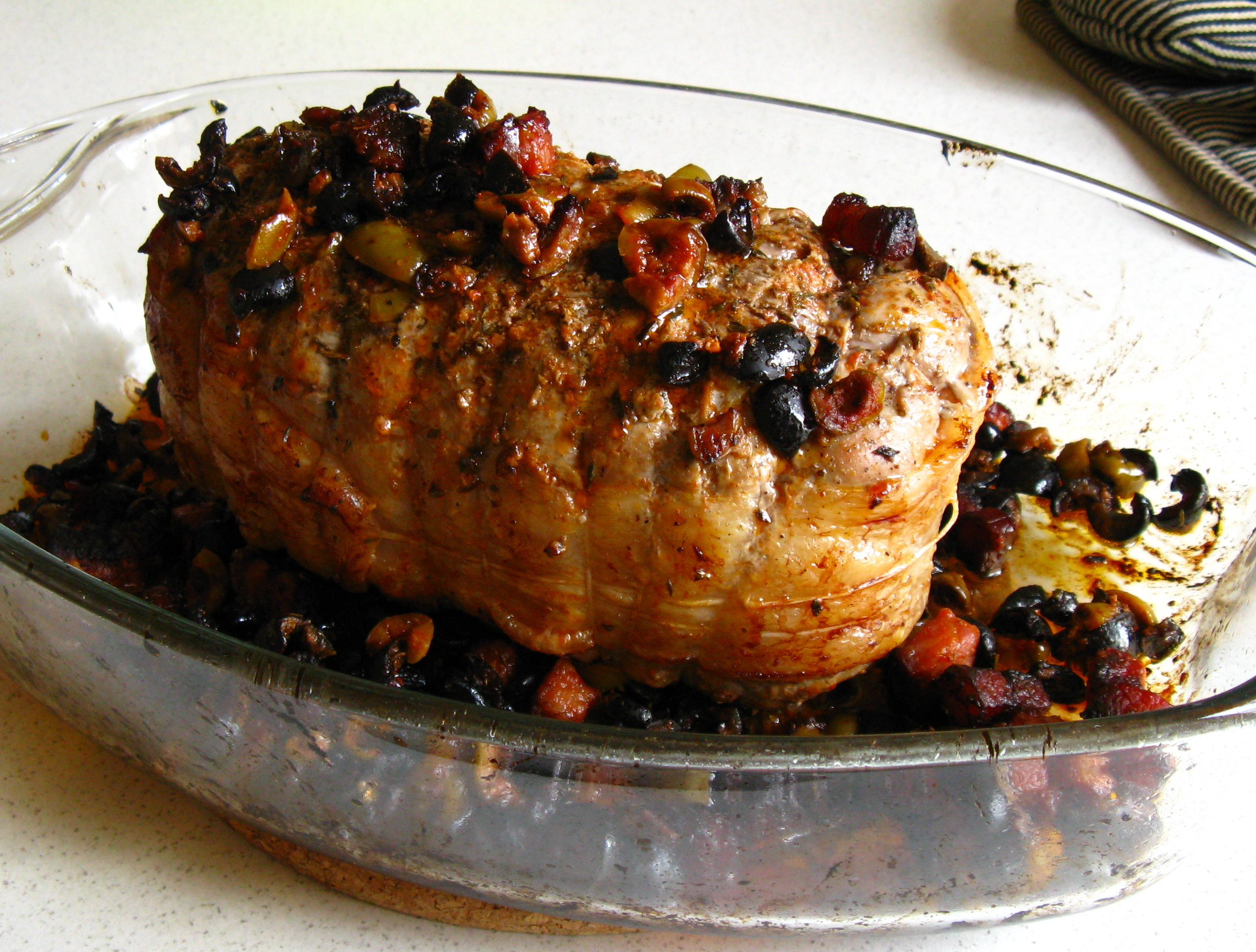
Rôti de veau aux olives
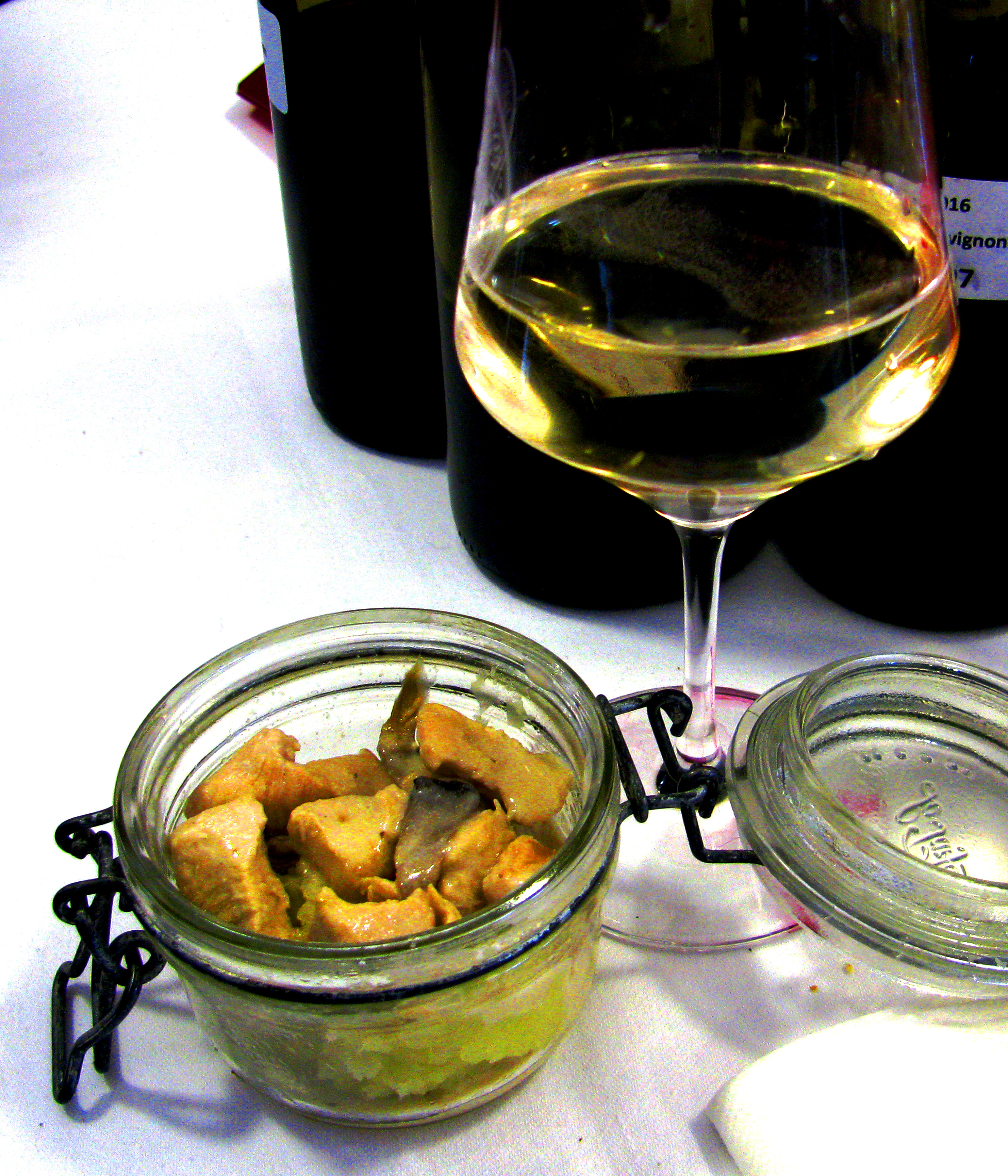
Verrine de veau Orloff à base de rosée des Pyrénées catalanes
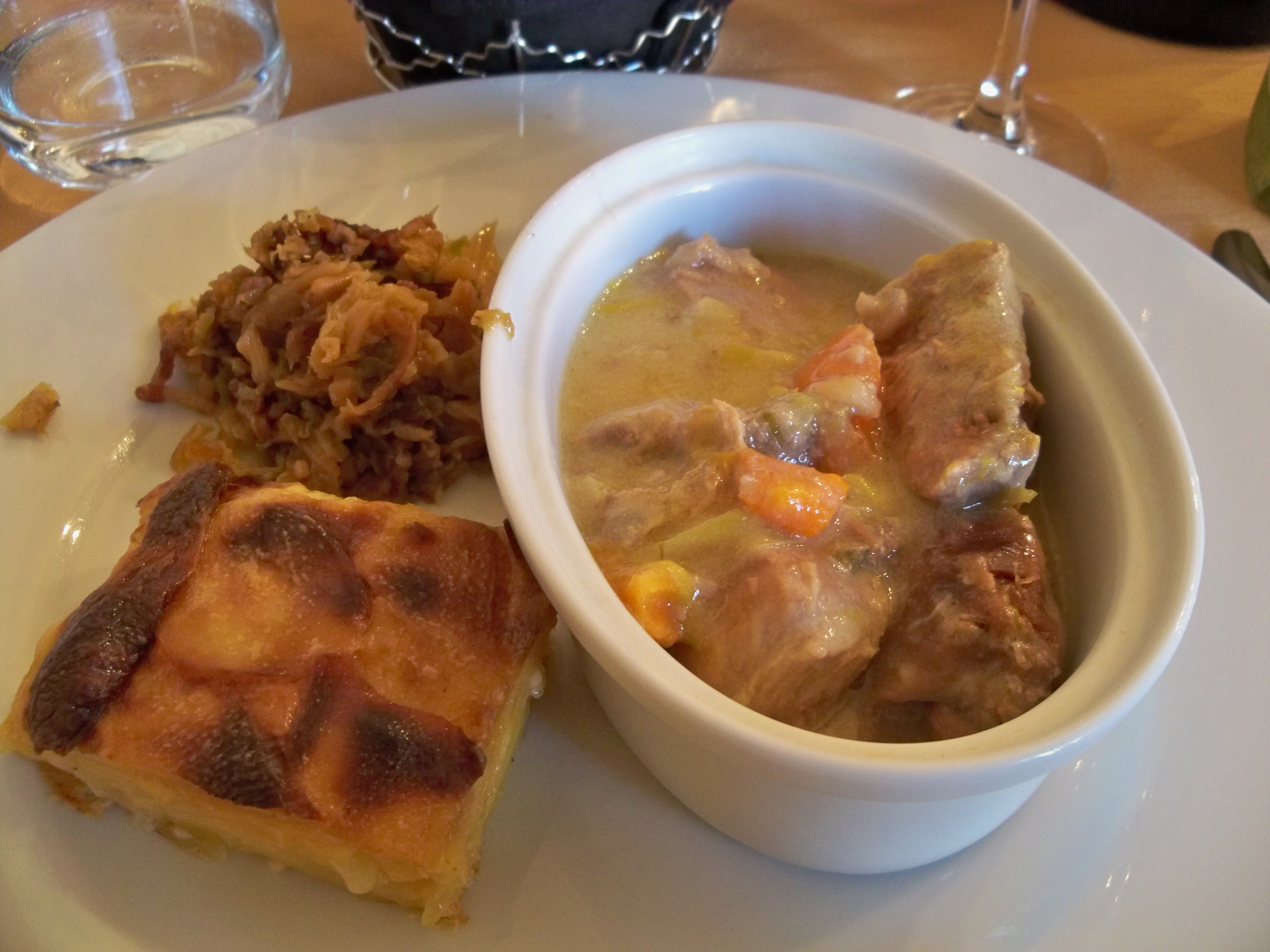
Blanquette de veau